# Bahnstrecke Campiglia Marittima–Piombino
| bei Campiglia Marittima |                      |                        |                        |
| Streckennummer (RFI): | 96                   |                        |                        |
| Kursbuchstrecke (IT): | 260                  |                        |                        |
| Streckenlänge: | 16 km                |                        |                        |
| Spurweite: | 1435 mm (Normalspur) |                        |                        |
| Stromsystem: | 3 kV =               |                        |                        |
| |                      |                        |                        |
| \| \| \| nach Rom \| \| \| \| 0,000 \| Campiglia Marittima \| Campiglia Marittima \| \| \| \| nach Livorno \| \| \| \| 4,871 \| Populonia \| Populonia \| \| \| 7,914 \| Fiorentina di Piombino \| Fiorentina di Piombino \| \| \| \| \| \| \| \| 13,848 \| Piombino \| Piombino \| \| \| 15,076 \| Piombino Marittima \| Piombino Marittima \| |                      |                        |                        |
| Strecke |                      | nach Rom               | nach Rom               |
| Bahnhof | 0,000                | Campiglia Marittima    | Campiglia Marittima    |
| Abzweig geradeaus, nach rechts und von rechts |                      | nach Livorno           | nach Livorno           |
| Haltepunkt / Haltestelle | 4,871                | Populonia              | Populonia              |
| Bahnhof | 7,914                | Fiorentina di Piombino | Fiorentina di Piombino |
| Abzweig geradeaus und von links · Strecke von rechts |                      |                        |                        |
| Kopfbahnhof Streckenende · Strecke | 13,848               | Piombino               | Piombino               |
| Haltepunkt / Haltestelle Streckenende | 15,076               | Piombino Marittima     | Piombino Marittima     |

Die Bahnstrecke Campiglia Marittima–Piombino ist eine italienische Bahnstrecke in der Region Toskana. Die Strecke ist normalspurig und hat eine Länge von rund 16 km.

## Geschichte
Die Linie von Campiglia Marittima nach Piombino wurde am 5. April 1892 eingeweiht. Am 2. Oktober 1985 wurde der Doppelspurausbau zwischen Populonia und Fiorentina di Piombino eröffnet. Gegen Ende der 1950er Jahre folgte in Piombino eine Abzweigerlinie zum Hafen, um den Personenverkehr zur Insel Elba zu erleichtern.

## Betrieb heute
Im Bereich des Personenverkehrs verkehren auf der Strecke ausschließlich Regionalzüge der Ferrovie dello Stato (FS), welche auch die Betreiberin der Strecke ist. Einige Züge verkehren weiter bis nach Livorno und Pisa. Nebenbei besteht auch Güterverkehr zu den Stahlwerken bei Piombino.

## Galerie

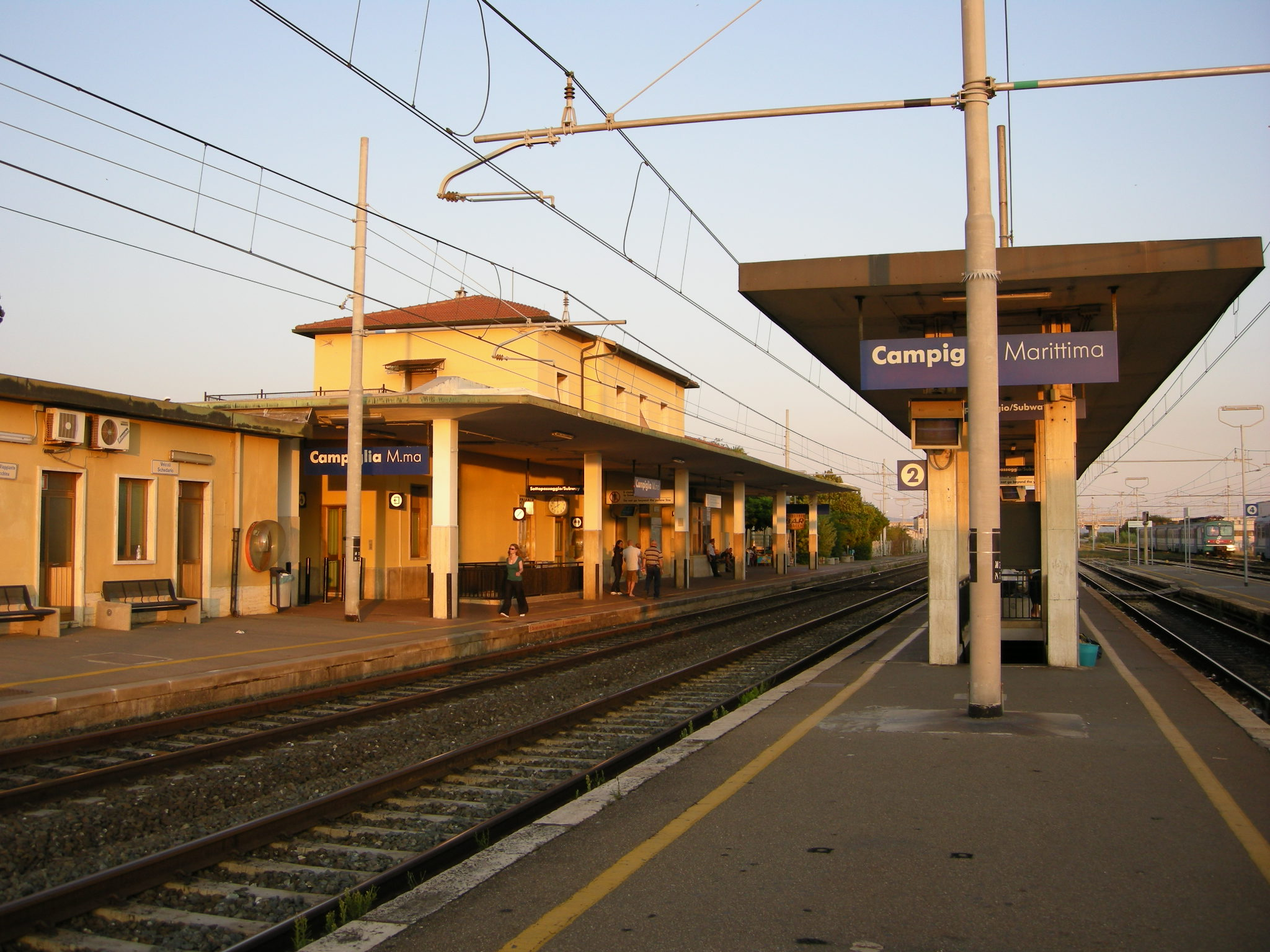
Campiglia Marittima
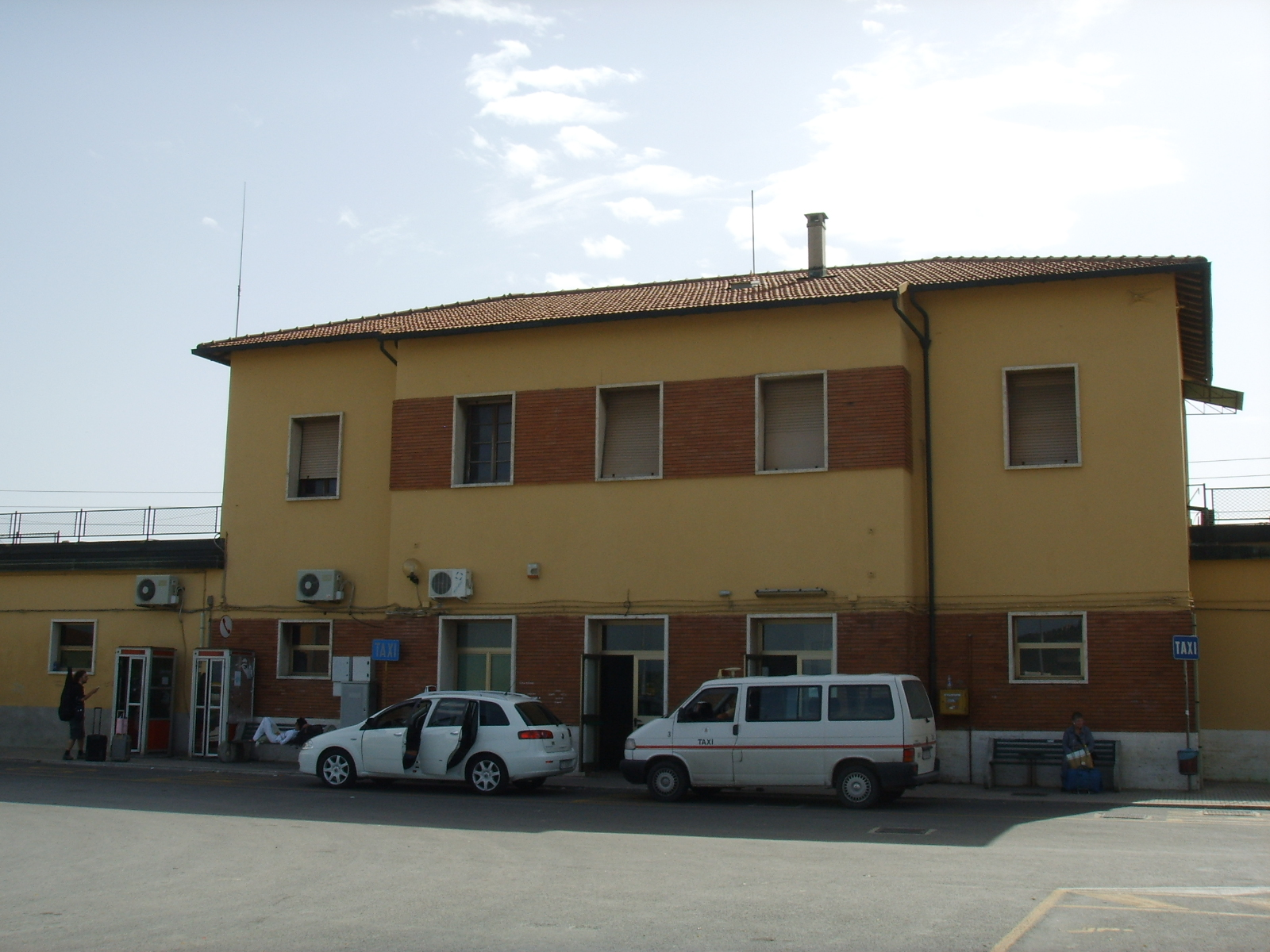
Campiglia Marittima
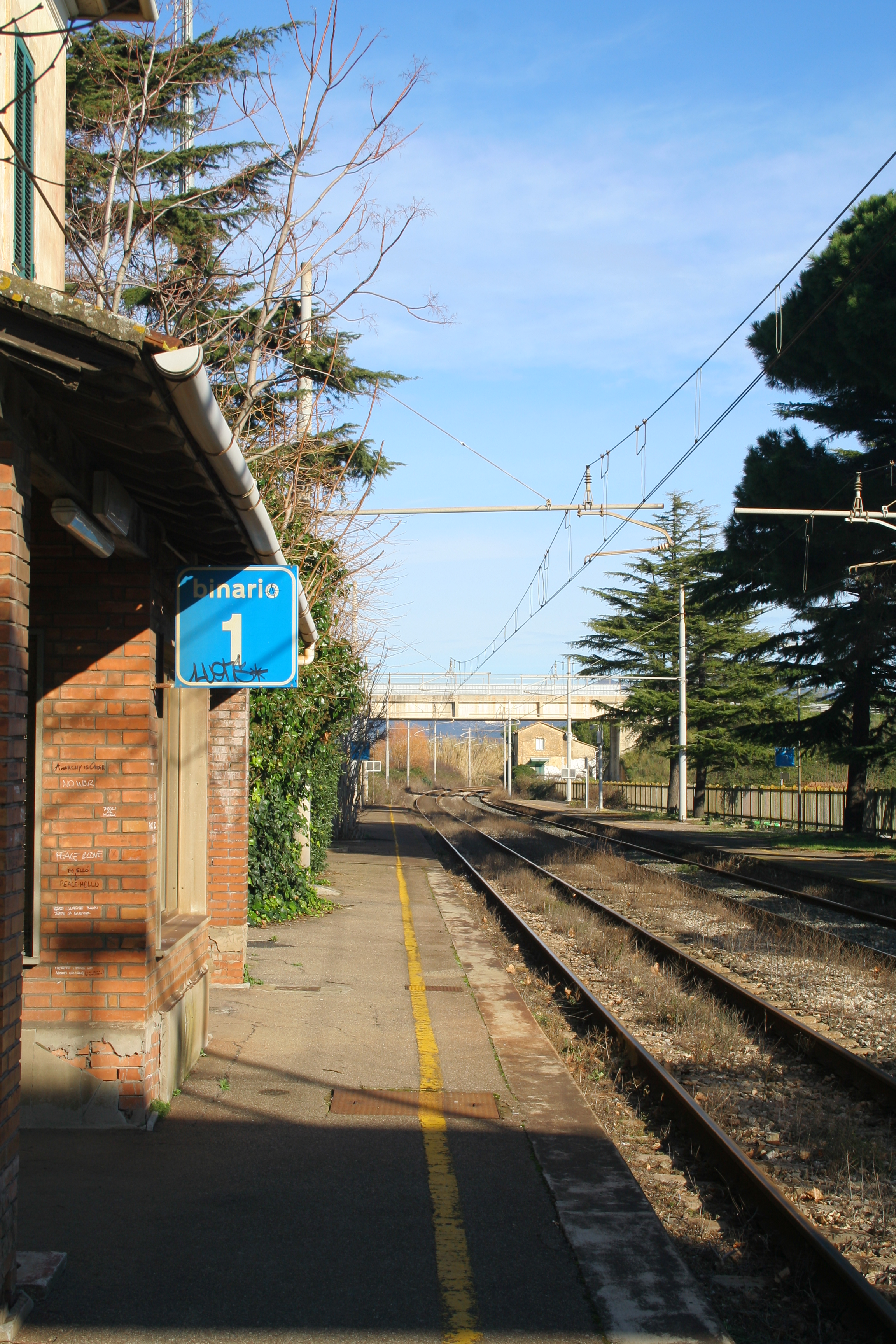
Populonia
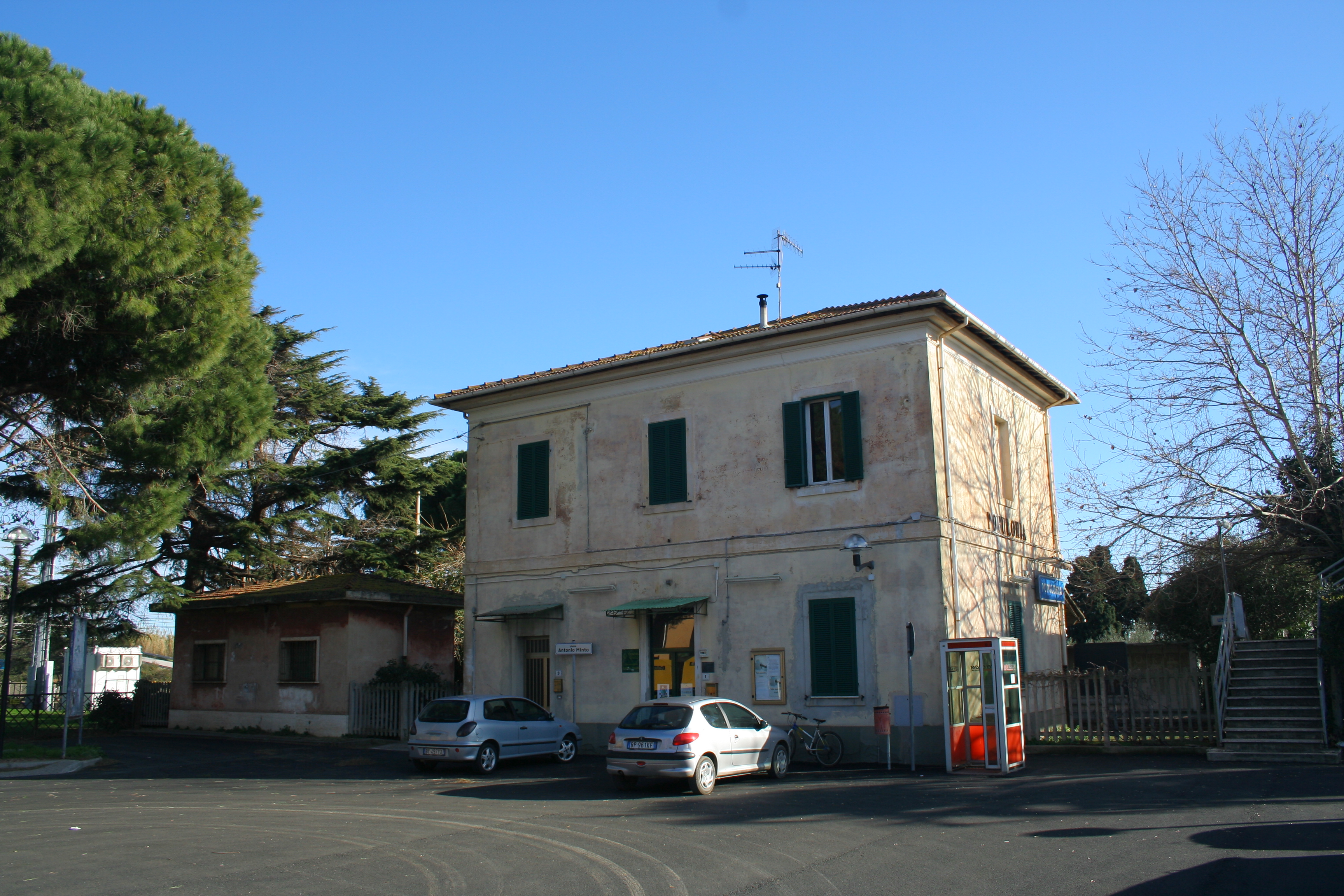
Populonia
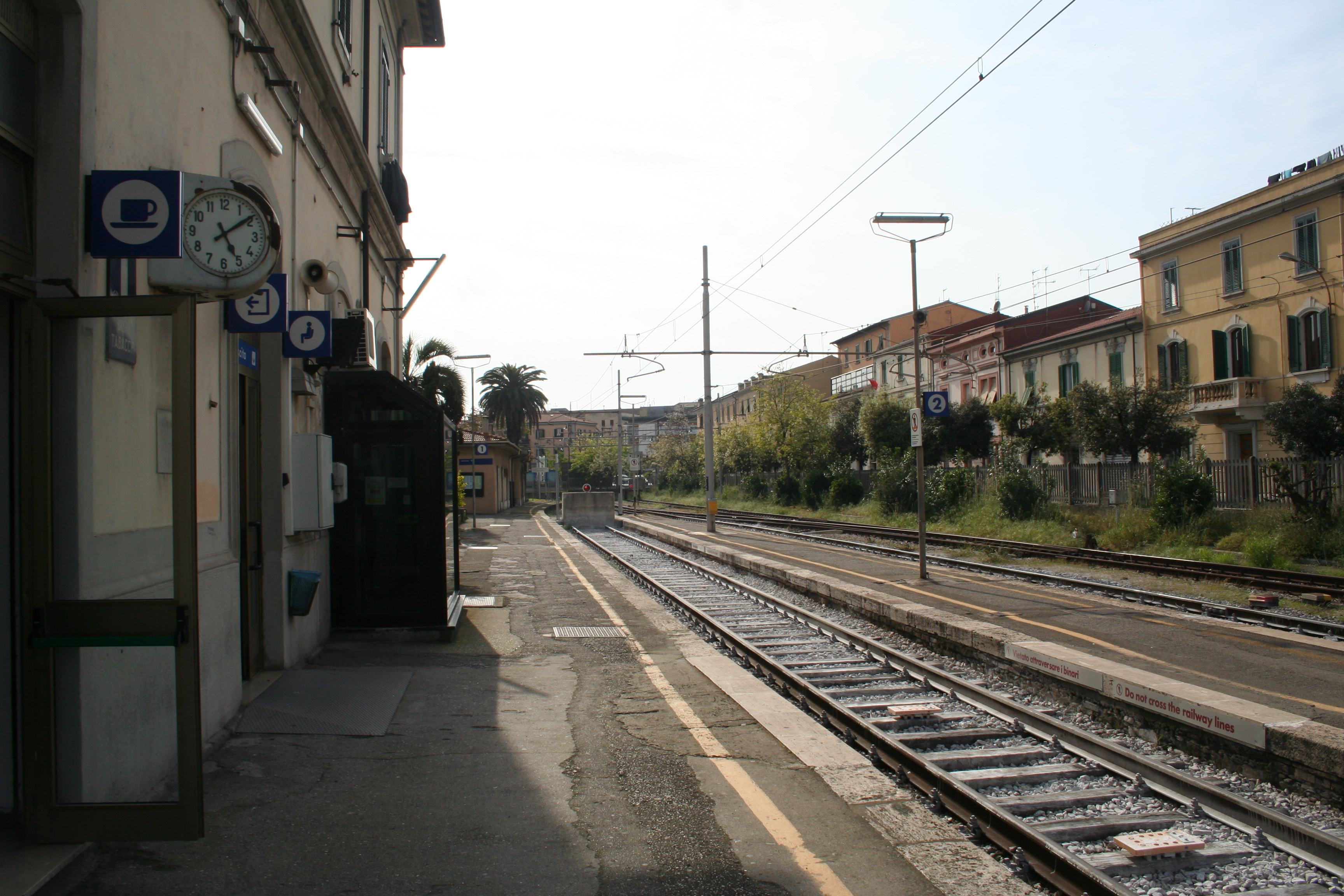
Piombino
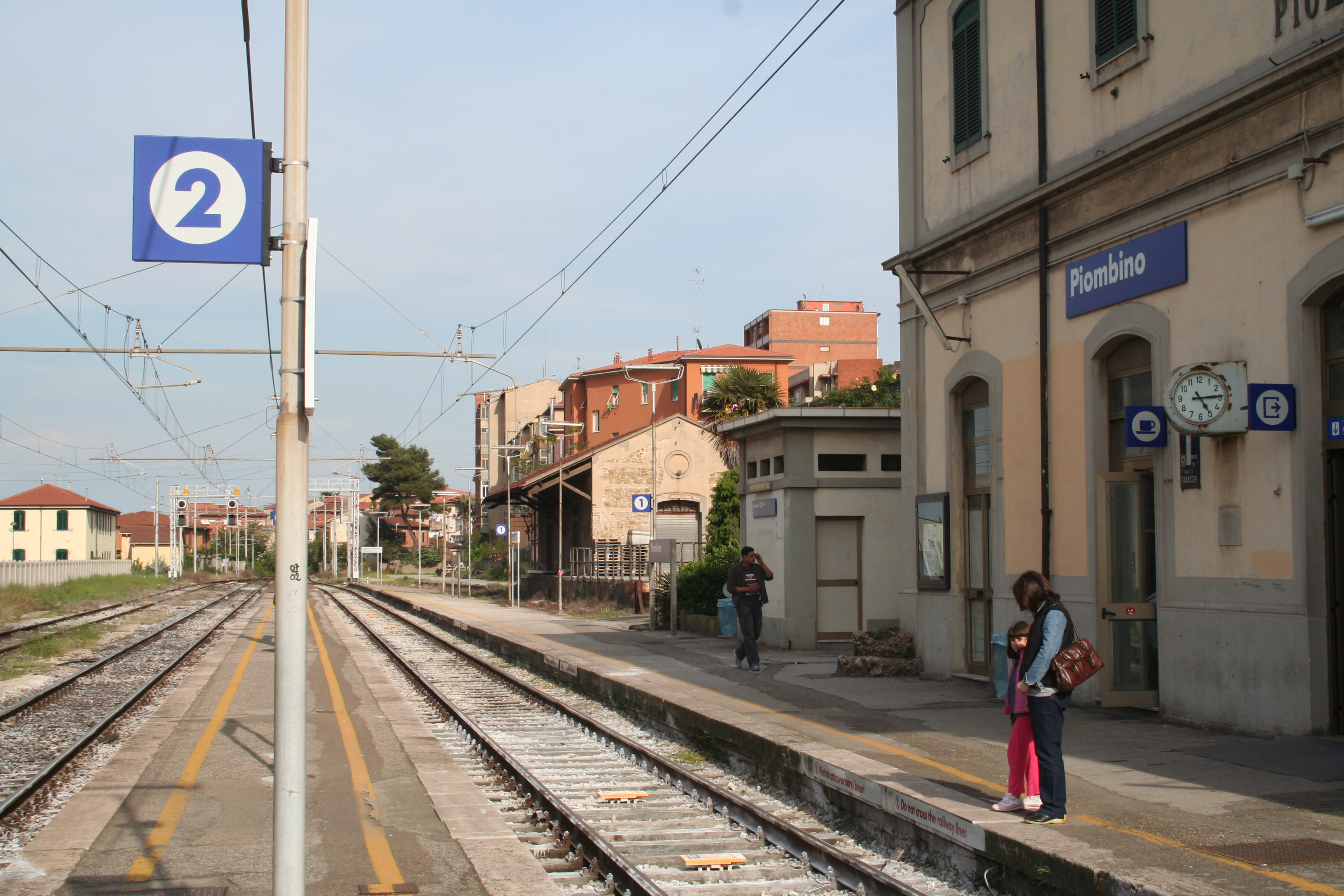
Piombino
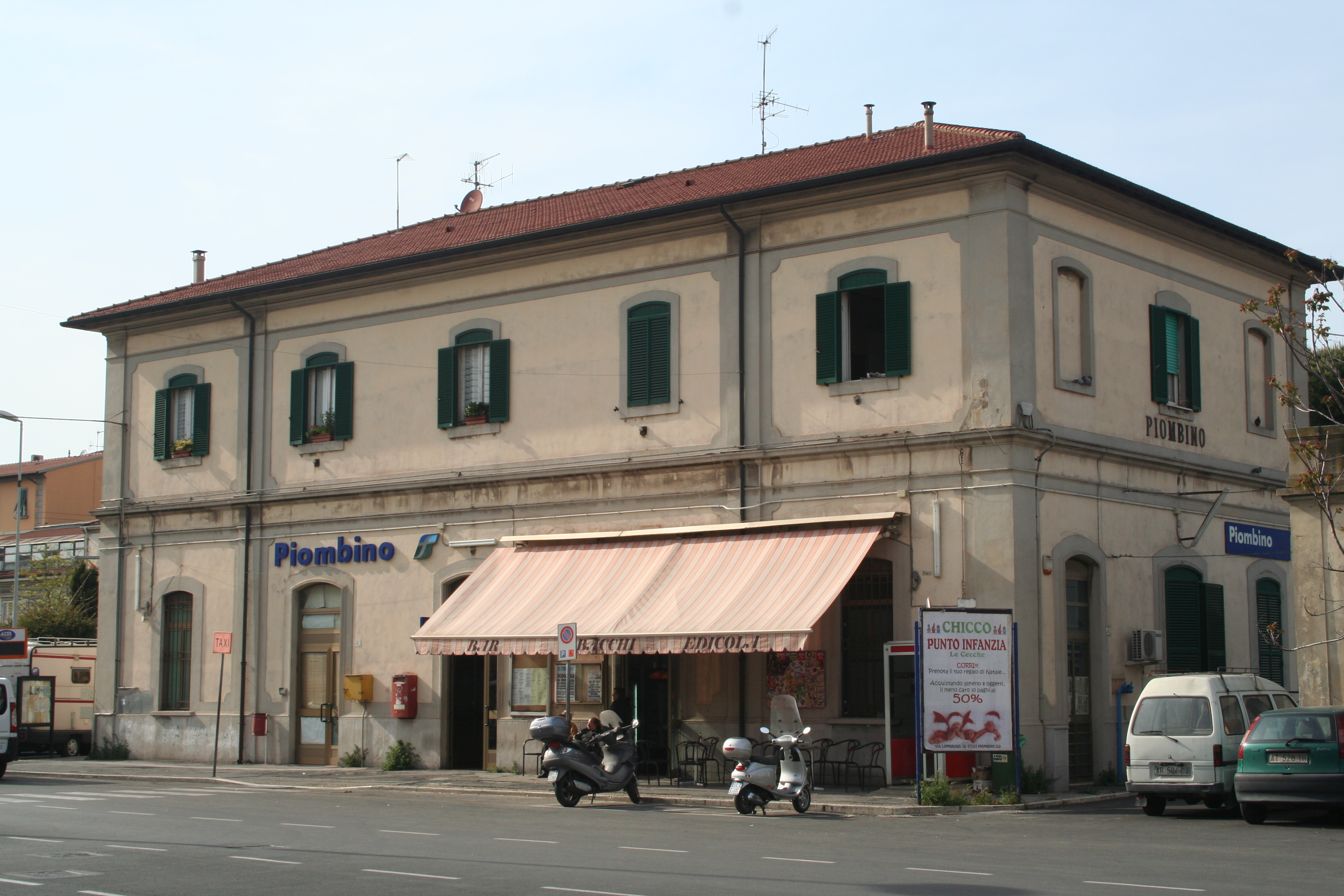
Piombino
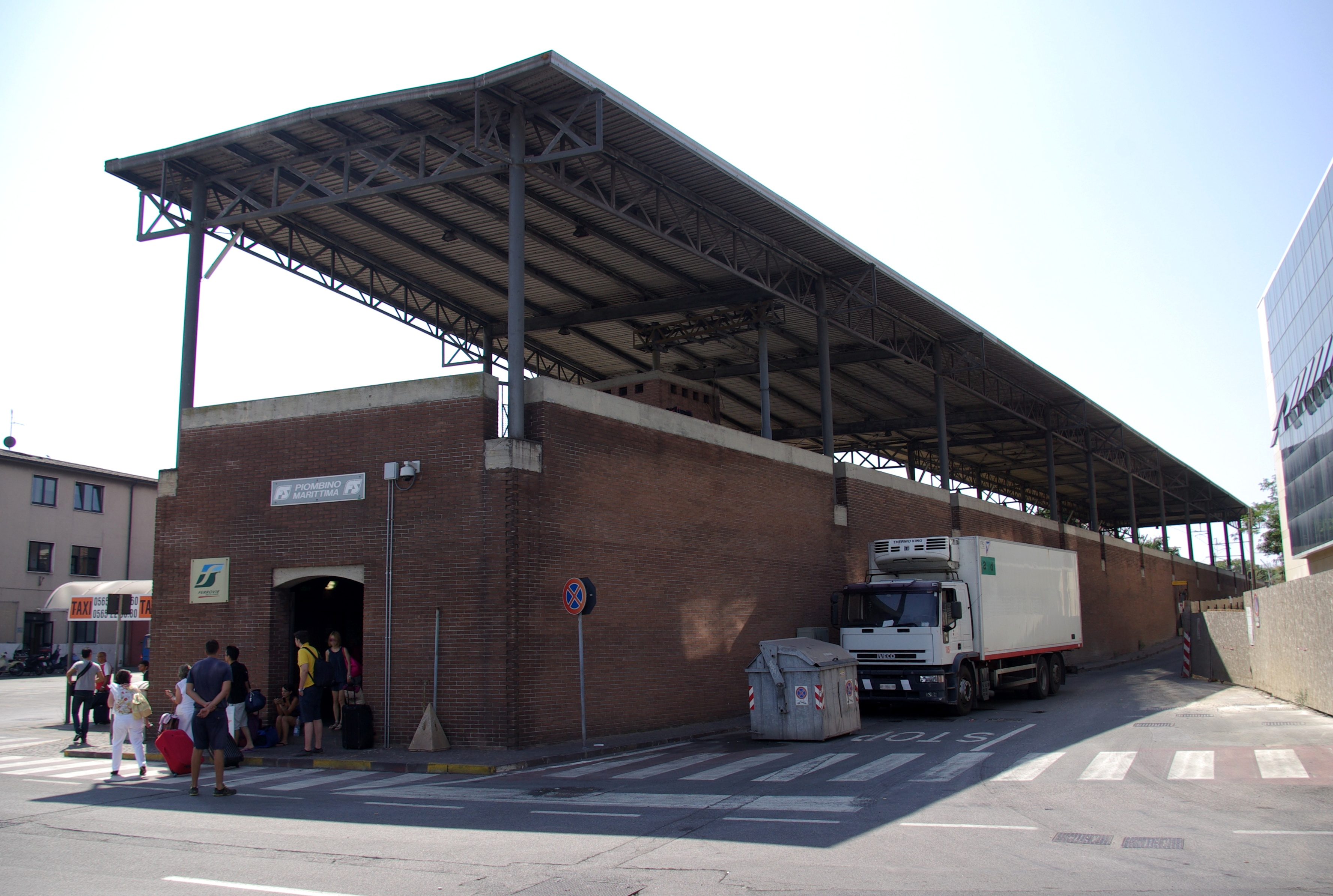
Piombino Marittima